# جيك سنكلير
جيك سنكلير (بالإنجليزية: Jake Sinclair)‏ (29 نوفمبر 1994 في المملكة المتحدة - ) هو لاعب كرة قدم بريطاني في مركز الهجوم. لعب مع نادي ساوثهامبتون ونادي هيبرنيان وفروم تاون ‏.

## وصلات خارجية
- جيك سنكلير على موقع قاعدة بيانات كرة القدم.إي يو (الإنجليزية)
- جيك سنكلير على موقع Soccerbase.com (لاعب) (الإنجليزية)
- جيك سنكلير على موقع Soccerway.com (الإنجليزية)
- جيك سنكلير على موقع AS.com (الإسبانية)